# Pamětní deska Adama Bernaua
Pamětní deska Adama Bernaua se nachází v Brně-Žabovřeskách v Bráfově ulici a připomíná fiktivní postavu Adama Bernaua z československého televizního seriálu Návštěvníci (1983). Oficiálně byla odhalena 12. června 2025 v místech, kde se v roce 1981 natáčely některé scény seriálu.

## Původ

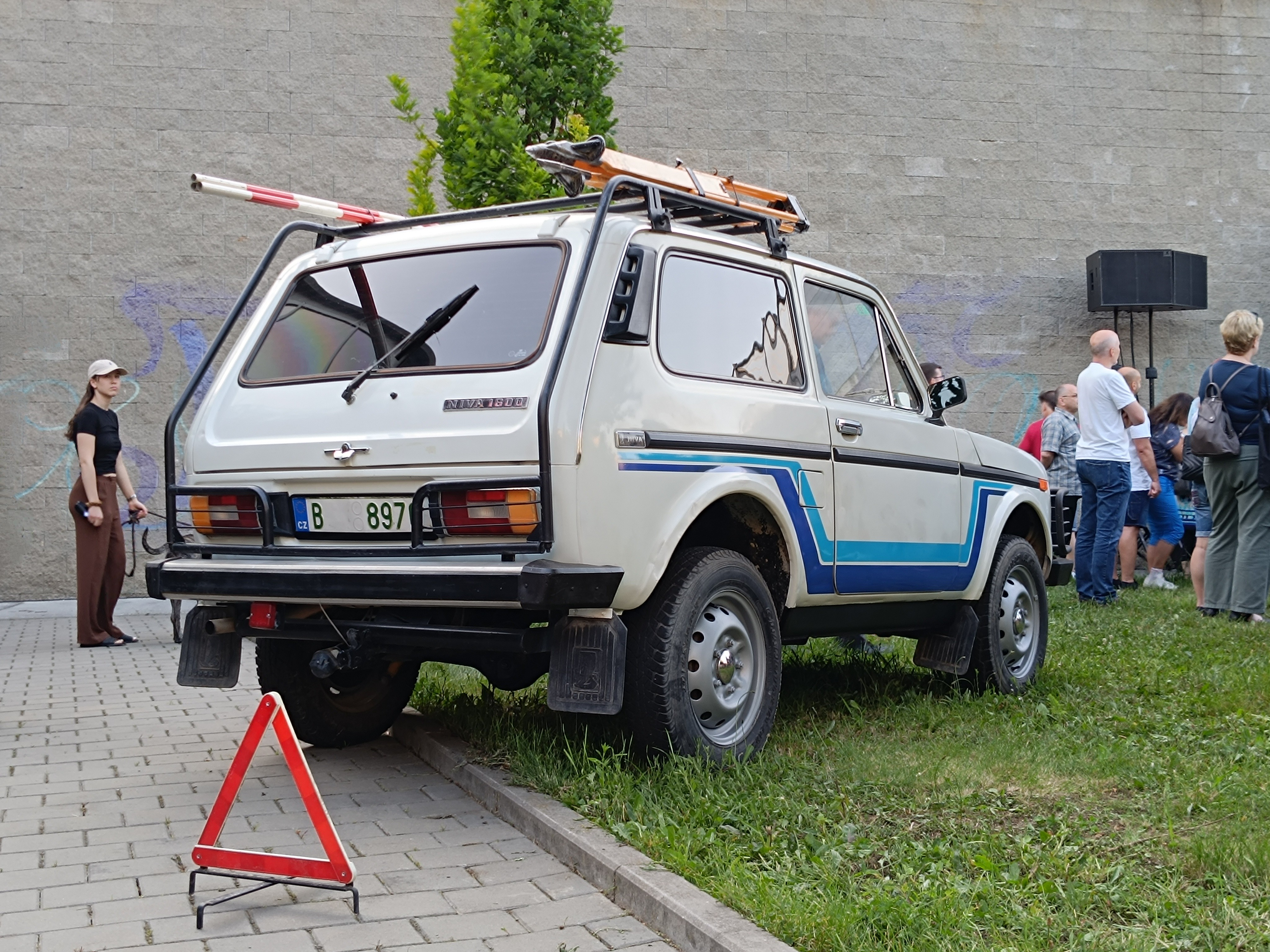
Vůz připomínající vybavení expedice Adam 84

Při severním konci Bráfovy ulice nedaleko křižovatky s ulicí Horovou stával rodinný dům č. 4. Při výstavbě západní části velkého městského okruhu v 80. letech 20. století byl spolu s dalšími domy určen k demolici, aby na jeho místě mohla být vystavěna zvýšená čtyřproudová silnice (ulice Žabovřeská) křižující Horovu ulici viaduktem po mostní konstrukci.
Toho využila produkce dobrodružně-komediálního sci-fi seriálu Návštěvníci, aby v domě natočila několik scén včetně úvodního požáru rodného domu Adama Bernaua. Budoucí opěvovaný matematický génius a držitel Nobelovy ceny, jehož převratné myšlenky mají zachránit lidstvo na Zemi před zkázou, zde teprve slaví své jedenácté narozeniny a při nešťastném požáru shoří jeho první sešit poznámek. Členové čtyřčlenné expedice Adam 84 se z budoucnosti vypraví před tento okamžik v naději, že když se sešit podaří před zkázou zachránit, pomůže najít řešení pro hrozící globální katastrofu, kterou dle svých výpočtů v roce 2484 předpovídá Centrální mozek lidstva (CML). 
Natáčení požáru v Bráfově ulici probíhalo v říjnu 1981. Koprodukční seriál v režii Jindřicha Poláka byl premiérově odvysílán Československou televizí 5. listopadu 1983.

## Vznik
Anonymní autor v listopadu 2024 bez povolení umístil na opěrnou zeď velkého městského okruhu v místech, kde stával dům Bráfova 4, cedulku připomínající natáčení seriálu, resp. jeho samotnou ústřední postavu. Kovová deska nesla nápis:
Na tomto místě stál dům,
ve kterém své dětství prožil
ADAM BERNAU
laureát Nobelovy ceny
* 12. 6. 1973

Následujícího roku byla již oficiální cestou nahrazena novou pamětní deskou s vyobrazením Adama Bernaua, kterého v seriálu ztvárnil populární dětský herec Viktor Král, a s QR kódem poskytujícím odkaz na webové stránky městské části s informacemi o natáčení seriálu.

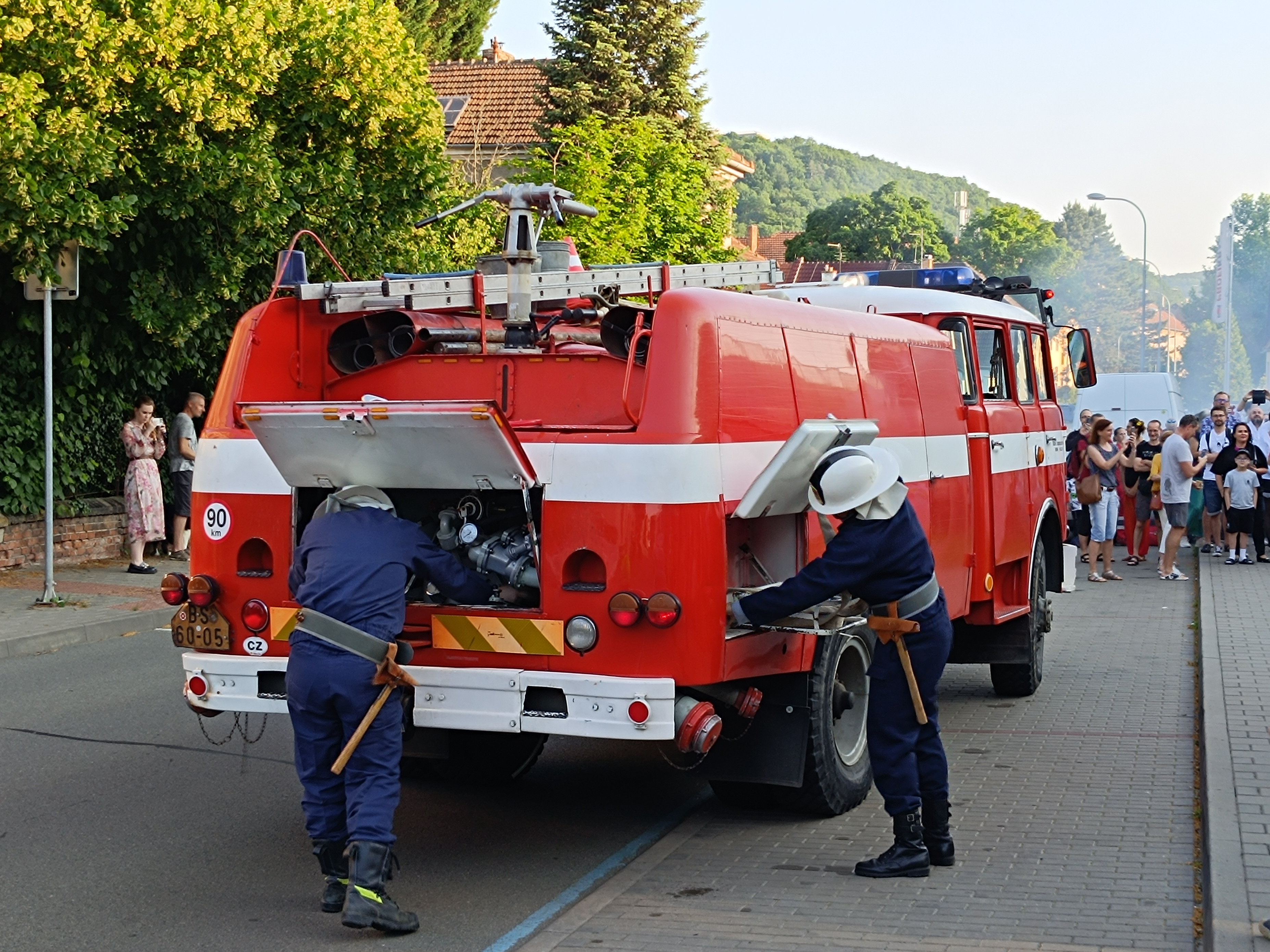
Happeningová rekonstrukce požáru domu Bernauových při odhalení pamětní desky

K odhalení desky došlo 12. června 2025 u příležitosti fiktivních narozenin Adama Bernaua, resp. ke 41. výročí zničení Sešitu č. 1. Na trávníku byly při té příležitosti dočasně vyznačeny obrysy někdejšího domu, členové Sboru dobrovolných hasičů Brno – Královo Pole provedli ukázku příjezdu s hašením požáru v dobových uniformách a s dobovým hasičským vozem, hudební soubor Základní umělecké školy Brno, Veveří poté zahrál znělku seriálu Návštěvníci. Starosta městské části Brno-Žabovřesky Filip Leder provedl odhalení pamětní desky a následovala projekce videopozdravu Viktora Krále, který v seriálu ztvárnil postavu Adama Bernaua a v době happeningu žil na Novém Zélandu. Přistaven byl také vůz Lada Niva s polepem a zapůjčeným geodetickým vybavením připomínající původní televizní rekvizitu a připraveno bylo občerstvení ve stylu seriálové potraviny budoucnosti zvané „amarouny“.

## Podoba
Kovová tabulka s portrétem a QR kódem nese černý text ve znění:
Zde prožil své dětství
Adam Bernau
Na tomto místě stál
dům rodiny Bernauových
z filmového sci-fi seriálu
Návštěvníci
a Adama Bernaua
laureáta Nobelovy ceny
* 12. 6. 1973    † po roce 2034
Dále ještě nese poznámku menším písmem:
Právě zde, při požáru 12. června 1984,
v den Adamových 11. narozenin,
shořel sešit č. 1.
Umístěna je na zdi velkého městského okruhu ve stejných místech jako předchozí deska, kde stával dům Bráfova č. 4.